# Lagares da Beira
Lagares da Beira é uma vila portuguesa sede da Freguesia de Lagares da Beira do Município de Oliveira do Hospital, freguesia com 13,19 km² de área e 1382 habitantes (censo de 2021), tendo, por isso, uma densidade populacional de 104,8 hab./km².
Foi vila e sede de concelho entre 1514 e 1836. O pequeno município era constituído apenas pela freguesia da sede e tinha, em 1801, 635 habitantes. 
A povoação de Lagares da Beira voltou a obter a categoria de vila em 30 de agosto de 1995..

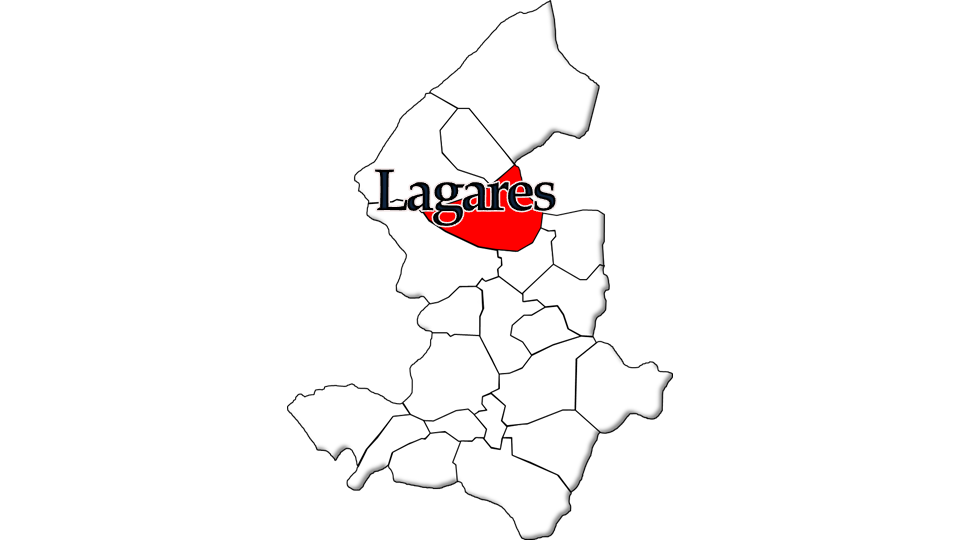
Localização no Município de Oliveira do Hospital

## Demografia
A população registada nos censos foi:
| Distribuição da População por Grupos Etários | Distribuição da População por Grupos Etários | Distribuição da População por Grupos Etários | Distribuição da População por Grupos Etários | Distribuição da População por Grupos Etários |
| -------------------------------------------- | -------------------------------------------- | -------------------------------------------- | -------------------------------------------- | -------------------------------------------- |
| Ano                                          | 0-14 Anos                                    | 15-24 Anos                                   | 25-64 Anos                                   | > 65 Anos                                    |
| 2001                                         | 278                                          | 184                                          | 731                                          | 310                                          |
| 2011                                         | 181                                          | 163                                          | 713                                          | 341                                          |
| 2021                                         | 151                                          | 134                                          | 747                                          | 350                                          |

## Património
- Igreja Paroquial de Lagares da Beira (Igreja de Nossa Senhora da Conceição);
- Capela da Senhora das Dores;
- Capela do Santo Cristo;
- Alminhas de Lagares da Beira.

## Equipamentos
- Biblioteca Ludoteca;

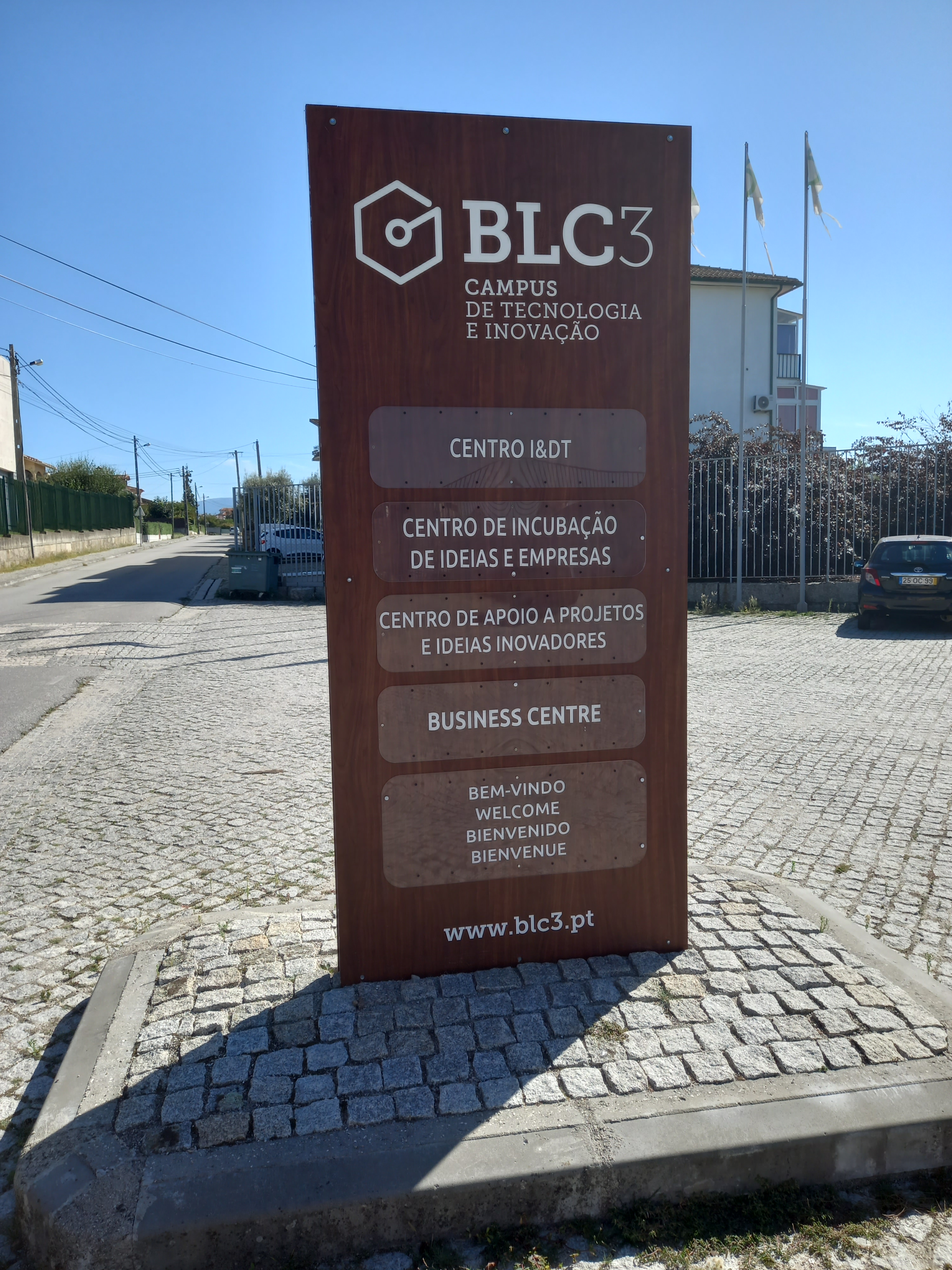
BLC3 - Campus de Tecnologia e Inovação

- Escola 1º ciclo de Lagares da Beira;
- Creche - Obra De Eugénia Garcia Monteiro De Brito;
- Bombeiros Voluntários de Lagares da Beira;
- Centro de Saúde de Lagares da Beira;
- Campo de futebol (Associação Desportiva de Lagares da Beira);
- Junta de Freguesia;
- Centro Comunitário de Lagares da Beira;
- Posto CTT;
- BLC3 - Campus de Tecnologia e Inovação, onde se localiza o CECOLAB -Laboratório Colaborativo para a Economia Circular.